# Pfarrkirche Sörg

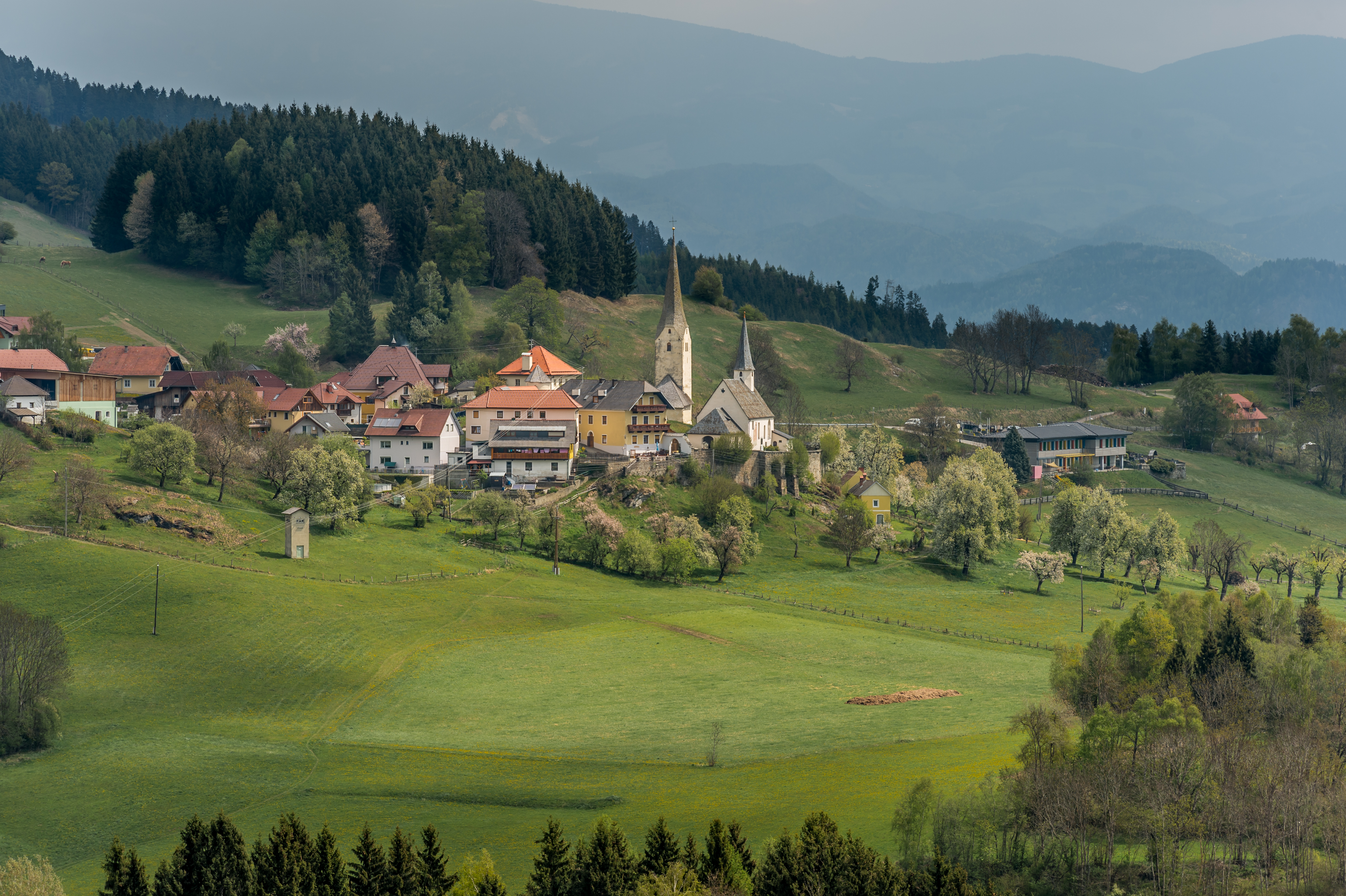
Katholische Pfarrkirche hl. Martin in Sörg

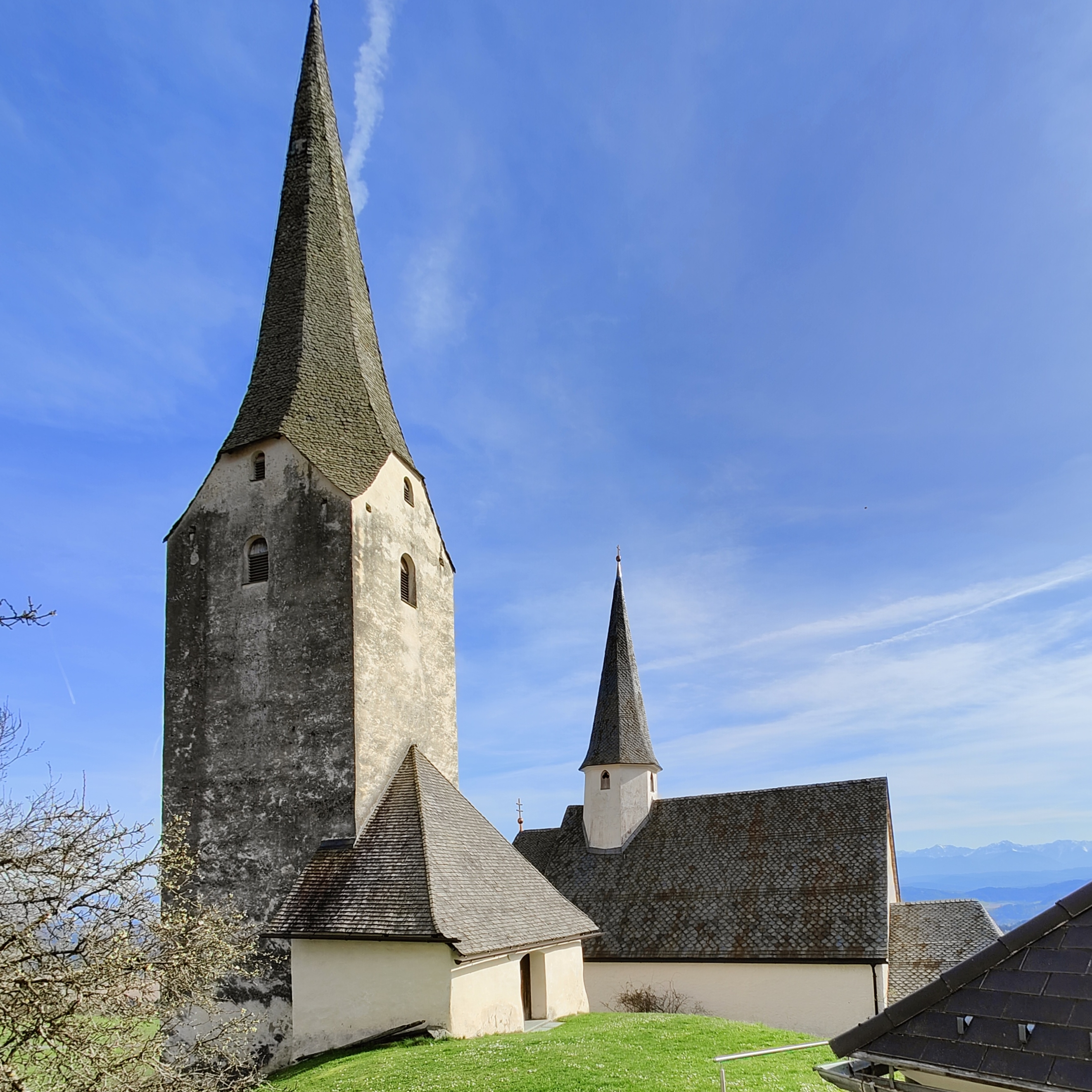
Freistehender romanischer Turm und Pfarrkirche Sörg

Die Pfarrkirche Sörg steht im Ort Sörg in der Marktgemeinde Liebenfels im Bezirk Sankt Veit an der Glan in Kärnten. Die auf den heiligen Martin von Tours geweihte römisch-katholische Pfarrkirche gehört zum Dekanat St. Veit an der Glan in der Diözese Gurk-Klagenfurt. Die Kirche und der Kirchhof stehen unter Denkmalschutz (Listeneintrag).

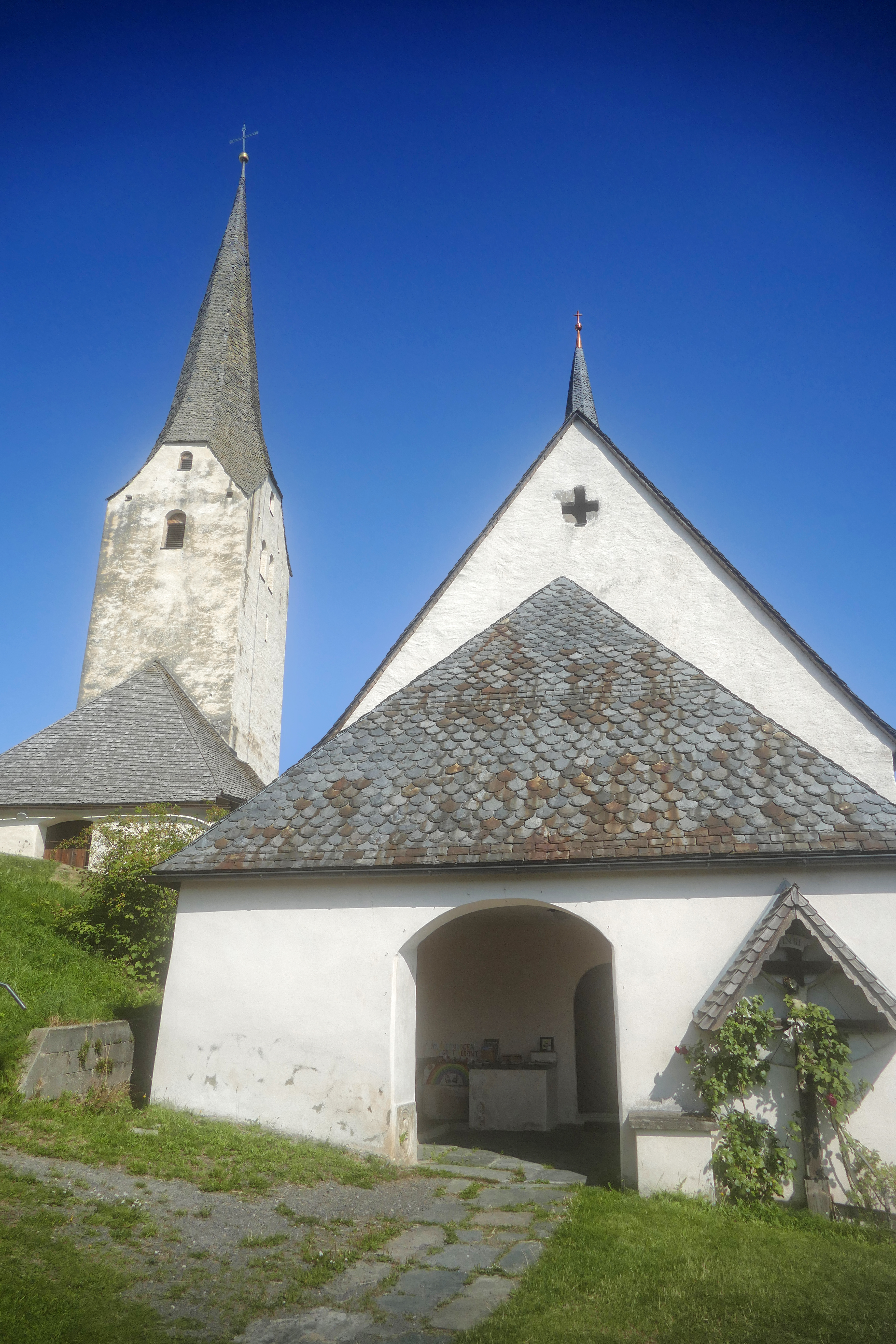
Pfarrkirche

## Geschichte
Die Eigenkirche vom Stift Göß wurde erstmals zwischen 1060 und 1088 urkundlich genannt. Die heutige Kirche, südlich der ursprünglichen gelegen, ist möglicherweise identisch mit der um 1590 genannten Kapelle Sankt Jakob.
Der spätgotische Kirchenbau ist aus dem 15. und 16. Jahrhundert. Der freistehende romanische Chorturm des Vorgängerbaus steht 6 m nördlich der Pfarrkirche. Die Nebenkapelle nördlich des spätgotischen Chores ist im Mauerkern romanisch und wahrscheinlich der ehemalige Karner des Friedhofes.

## Architektur
Der spätgotische Kirchenbau mit dem freistehenden hohen romanischen Turm der Vorgängerkirche ist von einem ehemals wehrhaften Friedhof umgeben.
Das Kirchenäußere zeigt einen leicht eingezogenen Chor mit Strebepfeilern mit einem südlichen Sakristeianbau und einer nördlichen Nebenkapelle. Alle Dächer sind mit Steinplattln gedeckt. Der Chor trägt einen achtseitigen Dachreiter. Der Westfront des Langhauses ist eine gemauerte Vorhalle angestellt. In der Vorhalle befindet sich ein steinerner Opfertisch und ein Weihwasserbecken aus gotischen Spolien. In einem Pfeiler der Vorhalle ist eine römerzeitliche Kanalabdeckplatte vermauert.
Das Kircheninnere zeigt ein vierjochiges Langhaus unter einem Netzrippengewölbe aus dem 16. Jahrhundert, das Gewölbe ruht nördlich auf Konsolen und südlich auf eingezogenen Pfeilern. Die dreiachsige Westempore ist kreuzgratunterwölbt, eine Konsole nennt 1527. Die Südwand hat zweibahnige Maßwerkfenster. Der Triumphbogen ist spitzbogig. Der einjochige Chor mit einem Dreiachtelschluss hat ein dekorativ gratiges Netzgewölbe aus dem 16. Jahrhundert und barocke Fensteröffnungen.

## Ausstattung
Der einfache spätbarocke Hochaltar um 1780 trägt eine Schnitzstatue hl. Martin. Die Seitenaltäre aus der Mitte des 18. Jahrhunderts wurden der Werkstatt Johann Pacher zugeschrieben, sie tragen links die Schnitzfiguren Georg, Laurentius und Stephanus und rechts Madonna flankiert von adorierenden Engeln.
Der Taufstein ist spätgotisch.
Eine Glocke entstand um 1500.

## Freistehender Turm
Der romanische Ostturm und Chorturm der Vorgängerkirche ist ein mächtiges fünfgeschoßiges Bauwerk aus der ersten Hälfte des 13. Jahrhunderts, er ist ostseitig mit Lisenen gegliedert und zeigt auch Fragmente der ehemaligen Langhausmauer. Die rundbogigen Schallfenster sind südlich gekuppelt. Das verschüttete Turmuntergeschoß zeigt südlich einen vermauerten rundbogigen Eingang. Der Turm trägt einen spätgotischen achtseitigen Turmhelm aus dem 16. Jahrhundert.
Das Turminnere zeigt im Erdgeschoß ein gratiges Netzgewölbe aus dem 16. Jahrhundert, welches in der Machart dem der Pfarrkirche gleich ist. 1987 wurde das Turmerdgeschoß als Aufbahrungshalle adaptiert.